# Heteropoda mediocris
Heteropoda mediocris là một loài nhện trong họ Sparassidae.
Loài này thuộc chi Heteropoda. Heteropoda mediocris được Eugène Simon miêu tả năm 1880.